# 維奧萊特·紹博
維奧萊特·雷娜·伊莉莎白·紹博（Violette Reine Elizabeth Szabo；婚前姓布謝爾 (Bushell)；1921年6月26日—1945年2月5日），法籍英國人，於第二次世界大战中在特別行動執行處（SOE）F部門擔任情報員，代號路易斯。
維奧萊特於維琪法國執行第二次任務時遭到德軍俘虜，並且最後於德國境内的拉文斯布吕克集中营受到槍決，死後被授予乔治十字勋章，這是授予平民的最高榮譽。

## 早年生涯
維奧萊特·紹博於1921年6月26日生於法國巴黎，雙親為查爾斯·喬治·布謝爾（Charles George Bushell）和雷娜·布朗什·勒魯瓦（Reine Blanche Leroy）。維奧萊特在家中排行第二，且為五位孩子中唯一的女性。
維奧萊特的早年生活在英國和法國間的遷徙度過。1930年代時由於經濟大蕭條，維奧萊特與他最小的弟弟迪奇以及姨母曾經一同居住在法國北部的皮卡第。一直到維奧萊特11歲時，整個家庭才再次重聚，定居於英國倫敦南部的斯托克韦尔。在皮卡第生活的那段時間曾經使她暫時失去說英語的能力，但後來到布里克斯頓上學之後，很快的就重新學習了這門語言。由於父親只會說法語，維奧萊特在家中通常以法語交流。這樣精通兩種語言的能力，使維奧萊特在當地非常出名。
她性格活潑，曾與兄長們一同從事體操、長距離自行車和溜冰等運動，不僅在所有運動都勝過她的兄長們，其射擊技術在父親的教導之下也很精準。
在維奧萊特14歲的時候，她離開學校，到南肯辛顿從事製作馬甲的工作，隨後又在牛津街上的沃尔沃斯超市工作。第二次世界大戰爆發時，她正在布里克斯頓的乐蓬马歇百货公司工作。

## 第二次世界大戰
1940年代早期，維奧萊特參加了女子地面軍並被派遣去英國費勒姆執行採草莓的工作，但很快地又回到倫敦，在阿克頓的軍工廠工作。1940年時，維奧萊特於英國的巴士底日閱兵式中遇見了一位服役於法國外籍兵團的匈牙利裔士官——艾蒂安·紹博（Étienne Szabo）。兩人於1940年8月21日結婚，當時維奧萊特19歲，而艾蒂安31歲。
婚後，艾蒂安跟著軍隊前往南非，維奧萊特則在英國郵政總局找到了接線生的工作。在倫敦大轟炸期間，她於1941年9月11日加入了本地輔助服務團（ATS）。她被派往萊斯特接受初步訓練，接著前往什羅普郡奧斯沃斯特里，在皇家砲兵第7重型防空訓練團的第一批混合防空連接受預測員的專業指導，然後又被派往第481重型混合防空連。在安格爾西島接受更多的訓練後，維奧萊特跟著所屬單位被派往了弗羅德舍姆。但不久後她便因為懷孕離開本地輔助服務團，回到倫敦待產。
1942年6月8日，維奧萊特產下一女，命名為塔尼亞（Tania）。此時艾蒂安仍駐扎在非洲，參與與德意志非洲軍團的防守戰，在6月10日從德軍第15裝甲師的攻擊中逃脫。
孩子出生後，維奧蕾特便到了父親所在的飛機製造廠工作。在女兒出生四個月後，卻收到丈夫的死訊。1924年10月24日，艾蒂安在第二次阿拉曼戰役中陣亡，直至他陣亡的那一天，他都沒有見過自己的女兒。由於丈夫的死亡，維歐雷特決定接受訓練成爲一位隸屬於特別行動執行處（SOE）的特工。

## 特別行動執行處
維奧萊特偶然間認識了在倫敦休養的哈里·珀勒韋（Harry Peulevé），經由珀勒韋接觸到SOE招聘官塞爾溫·傑普森（Selwyn Jepson）。
維奧萊特接受了傑普森的秘密工作提議。1943年7月1日，被給予安全權限，並於7月10日被許可進行特務工作的訓練。為了偽裝他的特工身分，維奧萊特被委任爲英國急救護理自耕農（First Aid Nursing Yeomanry, FANY）的隊長。維奧萊特陸續去了多個地點進行訓練，包括位於蘇格蘭高地的A組特別訓練學校。在那裡，維奧萊特接受了野戰、日間與夜間導引、武器與炸藥的訓練指導。
雖然她很好地應對了各種課程與困難，但訓練學校的導師們質疑她的志願動機——失去親人後想要報復是可以理解的，但一個不穩定的探員可能會危及整個秘密網絡的安全。 然而，距離諾曼地登陸只剩下幾個月，SOE迫切需要更多的女性情報員， F部門允許她繼續工作，並於10月將她轉移到位於漢普郡的B組結訓學校， 該學校教導學生如何充當臥底特工，學習脫逃與回避、制服辨認、通訊與加密技術，以及進一步的武器訓練。在1944年的2月，她進行了第二次跳傘訓練，並順利通過。隨後，維奧萊特便開始她的第一次任務。

#### 第一次任務
1944年4月5日，維奧萊特和菲利普·利沃（Philippe Liewer）乘坐美國B-24解放者轟炸機從貝德福德郡起飛，在瑟堡跳傘進入維琪法國。維奧萊特偽裝成一名商業秘書，名叫科琳·雷娜·勒羅伊（Corinne Reine Leroy），出生於巴耶勒，為利哈佛的居民，這個身分使她有理由前往沿海的德國占領限制區。
這段期間維奧萊特的代號是Louise，維奧萊特與利沃的任務為評估德國逮捕SOE探員所造成的損害。由於利沃的副手克洛德·馬爾羅（Claude Malraux）剛剛在盧昂被捕，利沃成為通緝犯，無法冒險行動，維奧萊特便獨自前往盧昂。利沃則前往迪耶普，進行情報蒐集與偵察。然而，維奧萊特很快就發現，這座城市貼滿了利沃面孔的通緝海報，且將近一百名抵抗者落入了蓋世太保之手。她回去巴黎報告利沃，這個包含120名成員的秘密網絡已經無法挽回地暴露了。
雖然秘密網絡被催毀對於SOE是一個的沉重打擊，但維奧萊特同時發掘了當地工廠為德國生產戰爭物資的情報，這對同盟國決定轟炸目標提供了重要資訊。維奧萊特在這個任務中證明了自己的能力，1944年5月24日，她被提升為FANY的少尉。

#### 第二次任務
維奧萊特的第二個任務，於1944年6月7日，也就是諾曼地登陸的隔天開始。這次行動由四人小組組成，分別有菲利普·利沃、鮑勃·馬盧比耶（Bob Maloubier）、美國陸軍少尉讓·克洛德·吉耶（Jean-Claude Guiet）和維奧萊特，秘密網絡名為Salesman II。
6月8日，四人小組跳傘至利摩日郊區蘇薩克附近的一塊田地，維奧萊特在著陸時可能扭傷了腳踝。他們的目標是在法國中西部的利摩日建立一條新的Salesman秘密網絡，維奧萊特偽裝成一個來自南特的古董商的年輕寡婦—維勒特夫人。
抵達目的地後，維奧萊特被分派前去協調當地馬基游擊隊（Maquis）在德國試圖阻止諾曼地登陸期間破壞通訊線路的活動。當到達利穆赞時，利沃發現當地的馬基游擊隊領導不力，對行動的準備也比他預期的要少。為了更好地協調抵抗德國的活動，他決定派遣維奧萊特作為聯絡官，前往法國科雷兹省和多爾多涅省連絡馬基游擊隊中更加活躍的分支。他們由雅克·波耶（Jacques Poirier）領導，而波耶也是秘密網絡Digger的負責人。
然而，由於馬基游擊隊的情報蒐集不力，利沃沒有意識到黨衛軍第二裝甲師正在緩慢地向北行進，穿越他所在的地區前往諾曼第戰場。

## 被俘與審訊
6月10日，在利沃的指示下，維奧萊特展開任務，目的是與位於法國科雷茲省與多耳涅省的馬基游擊隊成員以及秘密網絡Digger的負責人雅克·波耶取得聯繫，使他們準備與利沃的會面。這個任務很緊迫， 因為當時盟軍正試圖利用諾曼地登陸的優勢，盡可能擾亂前往支援的德軍。為了追求速度，馬基游擊隊領袖雅克·迪富爾（Jacques Dufour）提議開車載維奧萊特到阿尔纳克蓬帕杜，在那裡迪富爾會介紹馬基游擊隊的其他領袖給維奧萊特。但是乘車前往是一個有風險的決定，因為自從諾曼第登陸後，德國便禁止法國人使用汽車，這將會使維奧萊特的行動變得格外顯眼。儘管如此，她仍然乘車出發了，途中，他們順勢捎上迪富爾的朋友讓·巴里奧（Jean Bariaud）。
當行駛到萨隆拉图尔時，他們碰到了一個最初是要用來尋找被當地馬基游擊隊所俘虜的黨衛軍突擊隊元首的路障。由於馬基游擊隊的情報出現了失誤，並沒有事先得知此地會有黨衛軍第二裝甲師的駐軍。汽車隨即被路障減速，未配備武器的巴里奧先行逃走，迪富爾與維奧萊特在車上向德軍開火。迪富爾在維奧萊特的掩護下成功撤退。
維奧萊特被逮捕並被帶到位於利摩日的黨衛軍保安處，她在這裡被審訊了四天。迪富爾聯繫利沃，他們制定了救援維奧萊特的計畫。但在他們採取行動之前，維奧萊特便被轉移至巴黎的弗萊納監獄（Fresnes Prison），她在那裡化名為薇琪·泰勒（Vicky Tailor），是原先在倫敦準備的另一個假身分。

## 拉文斯布呂克集中營
隨著盟軍深入法國，乔治·巴顿率領的美軍第三軍團直奔巴黎，德軍決定將他們最有價值的法國囚犯送往德國本土。在1944年8月8日，維奧萊特與SOE無線電操作幹員丹妮絲·布洛赫（Denise Bloch），包括幾名他認識的SOE探員，連同其他囚犯被送上火車押往德國。在鄰近香槟沙隆的路途中，一場盟軍的空襲使得守衛暫時抛棄火車。這使得維奧萊特和布洛赫可以為另一個車廂中的男性囚犯取得飲水，鼓舞士氣。
囚犯們通過火車從兰斯經過斯特拉斯堡抵達萨尔布吕肯，他們待在當地的中轉營大約十天後，維奧萊特與大部分的女性被送往拉文斯布呂克集中營。
在集中營的這段期間，維奧萊特、布洛赫和莉莉安·羅爾夫（Lilian Rolfe）以及其他婦女被送往托尔高的亨克爾工廠工作。她們在那裡抗議並拒絕生產彈藥，於是被迫在集中營外牆的菜圃勞動。在托爾高事件後，包含維奧萊特、布洛赫和莉莉安在内的250名囚犯於10月6日被送回拉文斯布呂克集中營，而維奧萊特被安排在織品店工作。
在1944年10月月末，曾參與抗議的婦女被送往柯尼斯堡懲戒營。她們在那裡被強迫進行最嚴酷的勞役，如：砍伐樹木、剷除凍土以修建機場、挖壕溝以建立鐵路。在嚴寒中，所有的女性每天都在天亮時強制集合長達5個小時之後才被送往工作，有許多人因此凍死。

#### 處決
維奧萊特於1945年在拉文斯布呂克集中營被處以死刑，當時她23歲。而同時SOE的其他被俘虜探員布洛赫、莉莉安等人也遭到處決。
在二戰期間總共有41位SOE女性探員於法國服役，服役的時間有些長於兩年，也有只服役幾個月的，其中的26位於二戰後仍存活，其中12位被處以死刑，包括維奧萊特一行人。

## 榮譽與紀念
維奧萊特於1946年12月17日追授喬治十字勳章，是第二位獲得喬治十字勳章的女性。授與引文在倫敦憲報上發表： 
聖詹姆斯宮，S.W.1。1946年12月17日國王很高興將喬治十字勳章授予：維奧萊特·紹博夫人（已故），婦女運輸服務（急救護理自耕農）。 
紹博夫人自願在法國執行一項特別危險的任務。1944年4月，她被空降到法國，滿懷熱情地承擔了這項任務。在她進行細緻的研究時，她表現出極大的冷靜 和機敏。她曾兩次被德國安全當局逮捕，但每次都設法逃脫。然而，最終，她和她小組的其他成員一起，在法國西南部的一所房子裡被蓋世太保包圍。抵抗似 毫無希望，但紹博夫人抓住了一把斯登槍和她能攜帶的盡可能多的彈藥，把自己封鎖在房子裡與敵人交火，殺死或打傷了幾個人。通過不斷的移動，她避免了被逼到絕境和戰鬥，直到她筋疲力盡。她被捕並不得不接受單獨監禁。然後她不斷地受到殘酷的折磨，但從未通過言語或行為洩露她的任何熟人或告訴敵人任何有價值的東西。她最終被處決。紹博夫人是勇敢和堅定的典範。
1947年法國政府授予十字勳章（Croix de guerre avec étoile de bronze），1973年獲得抵抗勳章（Médaille de la Résistance）。作為為法國解放而犧牲的SOE特工之一，維奧萊特名列於瓦朗塞紀念碑（Valençay SOE Memorial）。2015年7月22日，維奧萊特的獎牌與其他相關物品在拍賣會上售出，買者是阿什克羅夫特勳爵（Lord Ashcroft），他於2015年10月7日，將維奧萊特的喬治十字勳章永久陳列在帝國戰爭博物館。

### 书目
- Ottaway, Susan. . Barnsley: Pen & Sword Books. 2003. ISBN 0-85052-976-X. OCLC 745919954.
- Vickers, Philip. . Battleground Europe. London: Leo Cooper. 2000. ISBN 978-0-85052-699-8. OCLC 911034745.
- Helm, Sarah. . New York: Little, Brown. 2015. OCLC 900098728.

## 外部鏈接
- Violette Szabó GC site （页面存档备份，存于） built by Tania Szabo, the daughter of Violette
- Violette Szabo Museum （页面存档备份，存于）
- Special Operations Executive Agents in France – Nigel Perrin's profile of Violette Szabo （页面存档备份，存于）
- Carve Her Name with Pride （页面存档备份，存于） at the British Film Institute
- 互联网电影数据库（IMDb）上《Carve Her Name with Pride》的资料（英文）
- Les Fernandez （页面存档备份，存于） – Daily Telegraph obituary of the man who trained Violette Szabo
- Violette Szabo Blue-plaque at English Heritage.org （页面存档备份，存于）
- Violette Szabo.site （页面存档备份，存于） built in English and French by Geoffroi Crunelle